# Adium
Adium es un cliente de mensajería instantánea para Mac OS X que soporta múltiples protocolos de mensajería instantánea gracias a libpurple, la biblioteca en la que está basado. Está escrito en Cocoa y es software libre, publicado bajo GPL, y gratuito. Su mascota oficial se llama Adiumy, y es una especie de pájaro verde.

## Historia
Adium fue creado por el estudiante universitario Adam Iser, y la primera versión, "Adium 1.0", liberada en septiembre de 2001, sólo soportaba AIM. Los números de versión de Adium han seguido, desde entonces, un patrón un tanto inusual. Hubo varias mejoras para Adium 1.0, terminando en Adium 1.6.2c.

En este punto, el equipo de Adium comenzó una reescritura completa del código de Adium, ampliándolo a programa de mensajería multiprotocolo. Se implementó la librería libpurple de Pidgin (renombrada a "libgaim") para añadir soporte a otros protocolos aparte de AIM - desde entonces el equipo de Adium ha trabajado principalmente en la GUI. El equipo de Adium tenían la intención de liberar estos cambios como "Adium 2.0". Sin embargo, Adium fue rebautizado posteriormente como "Adium X" y liberado como versión 0.50, siendo considerado "a medio camino de un producto 1.0". Adium X 0.88 fue la primera versión compilada como un binario universal, lo que permite ejecutarlo de forma nativa en los Macs con procesador Intel.

## Características
- Sistema de cifrado OTR
- Conversaciones por pestañas
- Transferencia de ficheros
- Webkit Message Display

### Protocolos soportados
- AOL Instant Messenger
- Windows Live Messenger
- Yahoo! Messenger (Incluido Yahoo! Japan)
- ICQ
- Bonjour (Compatible con iChat)
- Facebook
- XMPP (Google Talk, ...)
- MobileMe
- Gadu-Gadu
- Novell Groupwise
- Lotus Sametime
- Live Journal Talk
- MySpace IM
- SIP / SIMPLE
- Zephyr